# Xã Nidaros, Quận Otter Tail, Minnesota
Xã Nidaros (tiếng Anh: Nidaros Township) là một xã thuộc quận Otter Tail, tiểu bang Minnesota, Hoa Kỳ. Năm 2010, dân số của xã này là 322 người.